# Minamoto no Akimichi
Minamoto no Akimichi (源顕通, também conhecido como  Dainagon Koga, 1081 - 1122),  foi um kuge (nobre da corte japonesa) do início do Período Heian da história do Japão. Foi o filho mais velho de Masazane, e pertencia ao ramo Koga do Clã Minamoto e atingiu o posto de Dainagon. 

## Vida e Carreira
Akimichi entrou para a corte em 1091, durante o reinado do Imperador Horikawa e foi classificado como Jugoi (funcionário da Corte de quinto escalão júnior). Em 1092 foi nomeado Jijū (moço de câmara) e em 1093 sua classificação foi promovida para Shōgoi (funcionário de quinto escalão pleno).
Em 1094 foi nomeado Sashōshō (Sub-comandante da ala esquerda) do Konoefu (Guarda do Palácio).  E no ano seguinte concomitantemente passou a ser Iyo kenkai (governador da província de Iyo). Em 1096 foi promovido a Jushii (quarto escalão júnior) e em 1097 promovido ao posto de Sakonoe gon Chūjō (Sachūjō, Comandante da ala esquerda da guarda do palácio).  No ano seguinte passou a ser Kuroudo Gashira (Chefe da Secretaria Imperial) e sua classificação foi promovida para Shōshii (quarto escalão pleno). No final de 1098 Akimichi passa a atuar como Nakamiya-gonsuke (assistente da imperatriz) da Princesa Tokushi. Em 1100 foi nomeado Sangi e no ano seguinte sua classificação foi elevada a Jusanmi (terceiro escalão junior) e foi nomeado Iyo gonmori (vice-governador da Província de Iyo).
Em 1102 Akimichi  foi classificado como Shōsanmi (terceiro escalão pleno) e passou a exercer o cargo de Ukonoe gon chūjō (Uchūjō, Comandante da ala direita da guarda do palácio). Em 1106 foi nomeado Chūnagon e em 1107 classificado como Junii (segundo escalão júnior). 
Quando o Imperador Toba foi entronizado Akimichi foi nomeado Kōgō Miya Gondaibu (vice-administrador do Palácio da Imperatriz) de Fujiwara no Tamako (também conhecida como Taikenmon-in),  e mais tarde em 1111 passou a servir no Emonfu (Guarda de Fronteira). Em 1115 é reconduzido ao cargo de Chūnagon e em 7 de março de 1122 foi designado Dainagon quando Ietada foi promovido a Sadaijin,   mas em 15 de maio desse mesmo ano veio a falecer de doença pulmonar aos 41 anos.
Após a sua morte seu filho Masamichi foi adotado por seu irmão Masasada. 

| Precedido por Fujiwara no Ietada | Dainagon (1122) | Sucedido por ???? |